# Hawke’s Bay
Hawke’s Bay (maor. Heretaunga) – region administracyjny na nowozelandzkiej Wyspie Północnej.
W 2013 region liczył 151 179 mieszkańców; w 2006 było ich 147 783, a w 2001 – 142 950. Region dzieli się na następujące dystrykty:
- Taupō
- Wairoa
- Hastings
- Napier
- Central Hawke’s Bay
- Rangitikei